# واردیس واردینوجیانیس
واردیس واردینوجیانیس (به یونانی: Βαρδής Ι. Βαρδινογιάννης) (۴ دسامبر ۱۹۳۳ – ۱۲ نوامبر ۲۰۲۴) کارآفرین، بازرگان و مدیر ارشد اجرایی یونانی بود، که به‌عنوان رییس هیئت مدیره شرکت موتور اویل هلاس فعالیت می‌کرد.